# Кароліна Баденська
Кароліна Баденська (нім. Karoline von Baden), повне ім'я Фрідеріка Кароліна Вільгельміна Баденська (нім. Friederike Karoline Wilhelmine von Baden, 13 липня 1776 — 13 листопада 1841) — баденська принцеса з династії Церінгенів, донька баденського кронпринца Карла Людвіга та Амалії Гессен-Дармштадтської, дружина першого короля Баварії Максиміліана Йозефа.

## Біографія
Народилась 13 липня 1776 року у Карлсруе. Вони із сестрою-близнючкою Амалією були першими дітьми в родині кронпринца Бадену Карла Людвіга та його дружини Амалії Гессен-Дармштадтської.
Розглядався проєкт шлюбного союзу між Кароліною Баденською та Луї Антуаном Енгієнським, проте через політичні проблеми він не втілився.
У 20-річному віці принцеса пошлюбилася із герцогом Максиміліаном Пфальц-Цвайбрюкенським, вдвічі старшим за неї. Весілля відбулося 9 березня 1797 року у Карлсруе. Відповідно до шлюбного контракту, наречена могла зберегти своєю релігією лютеранство. Для герцога це був другий шлюб, втративши першу дружину рік тому, він мав виховувати чотирьох малолітніх дітей. У шлюбі Кароліна Баденька народила ще семеро доньок та синів.
У 1799 році її чоловік успадкував Баварське курфюрство, а після розпаду Священної Римської імперії у 1806 році, за підтримки Наполеона, став королем Баварії.
Кароліну Баденську змальовували як достойну дружину і господиню баварського двору. Своїм донькам вона прищепила сильне почуття обов'язку.
У жовтні 1825 року чоловік помер, і наступним королем Баварії став Людвиг, син Максиміліана від першого шлюбу, пасинок Кароліни.
Кароліна Баденська пішла з життя 13 листопада 1841 року у 65-річному віці.

## Родина

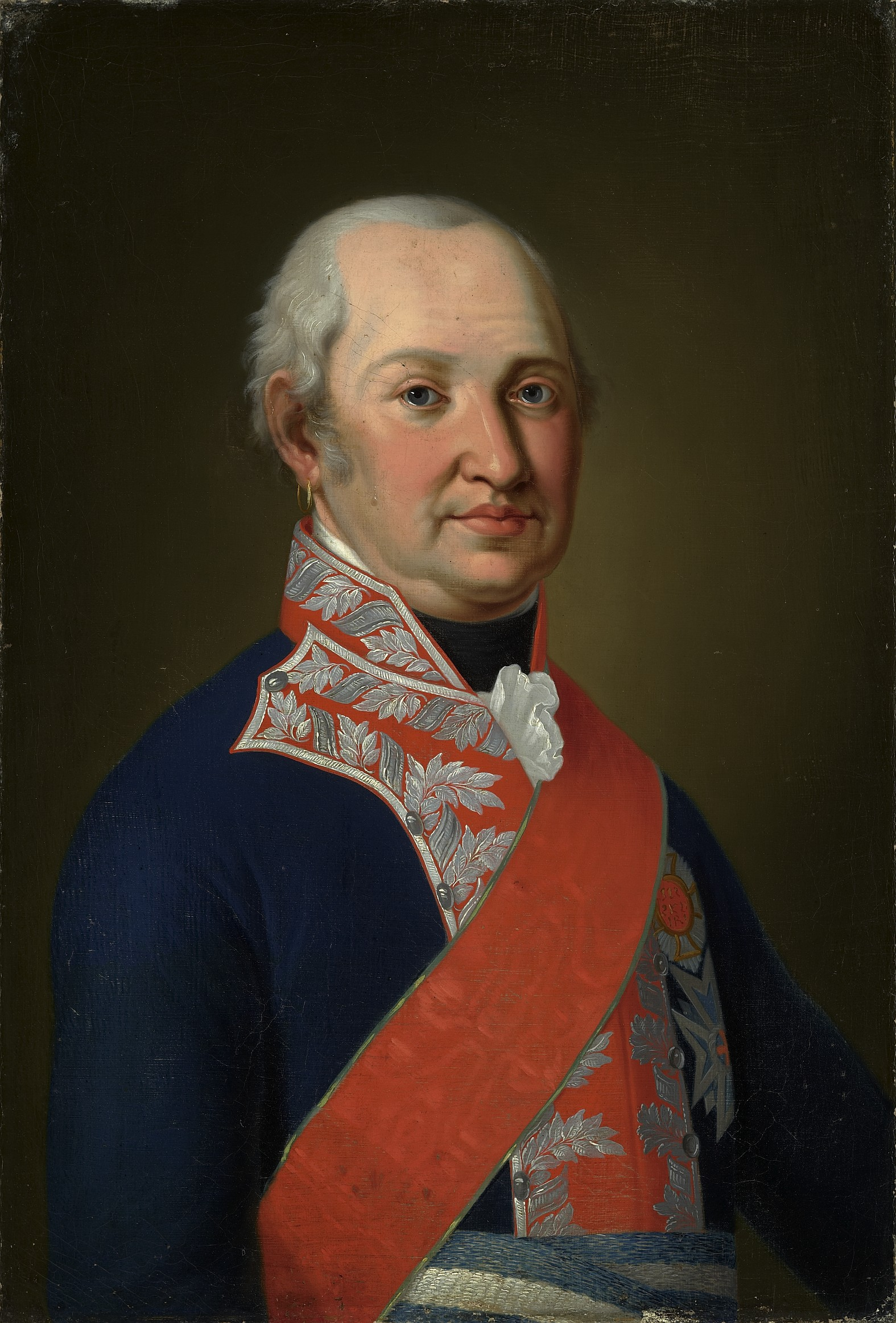
Максиміліан Йозеф

Чоловік —герцог Максиміліан Пфальц-Цвайбрюкенським
Діти:
- Карл Фрідріх (1800—1803) — помер у дитячому віці.
- Єлизавета Людовіка (1801—1873) — дружина короля Пруссії Фрідріха Вільгельма IV, дітей не мала.
- Амалія Августа (1801—1877) — одружена з королем Саксонії Йоганном, народила дев'ятьох дітей.
- Софія Доротея (1805—1872) — одружена з ерцгерцогом Австрії Францем Карлом, народила п'ятьох дітей.
- Марія Анна (1805—1877) — дружина короля Саксонії Фрідріха Августа II, дітей не мала.
- Марія Людовіка Вільгельміна (1808—1892) — одружена з герцогом Баварським Максиміліаном, народила вісьмох дітей.
- Максиміліана Жозефа (1810—1821) — померла у віці 10 років.